# Dinastia Varman
|  | Aquest article tracta sobre la dinastia que governà a Bengala als s. XI i XII. Si cerqueu la dinastia que governà Kamarupa o Kamrup (350-650), vegeu «dinastia Barman». |

La dinastia Varman fou una dinastia que va governar el sud-est de Bengala cap al final del segle XI i la primera meitat del segle XII. Hi ha tres inscripcions en coure de la dinastia i la inscripció de Bhuvanesvara de Bhatta Bhavadeva. Els reis Varman reclamaven ser descendents de la dinastia Yadava que havia governat a Simhapura, moderna Singapuram al Regne de Kalinga (Orissa septentrional) entre Chicacole i Narasannapeta; el regne de Simhapura a Kalinga va existir al segle V fins al segle XII; els varmans haurien arribar a Bengala durant la invasió de Vanga pel rei kalachuri Karna (se sap que va envair el sud-oest de Bengala des d'Orissa).
El relat de les conquestes militars de Jatavarman, fill de Vajravarman, apareix a la lamina de coure de Bhojavarman a Belava. Vajravarman és elogiat com a gran guerrer, poeta i savi, però el fundador del poder de la dinastia fou el fill Jatavarman; aquest es va casar amb Virashri, filla de Karna, i va tenir conflictes amb Divya, que estava creant un regne al nord de Bengala amb seu a Varendra, separant la regió del domini dels Pales; tot això permet situar el seu govern en el temps en unes dates entre 1050 i 1075. L'atac de Karna a Vanga segurament va portar un cop fatal a la dinastia Chandra que debilitada no devia tardar a caure a mans dels Varmans. Jatavarman hauria aconseguit crear-se un estat independent simultàniament o pocs anys abans que Divya de Varendra.
L'assalt de Jatavarman a Vanga, esmentat a la inscripció de Belava, hauria comportat la lluita contra el rei Pala Ramapala. La situació dèbil dels pales en els primers anys del govern de Ramapala haurien instigat a Jatavarman a mesurar forces amb els Pales. Els seus altres adversaris eren Govardhana (personatge no identificat) i el rei de Kamarupa. També hi ha problemes per determinar el seu successor però es suposa de manera fonamentada que el va succeir el seu fill gran Harivarman el qual fou després succeït pel seu germà més petit Samalavarman. Harivarmadeva, sota el qual Bhatta Bhavadeva a la inscripció elogiosa (Prashasti) de Bhuvanesvara (la capital de Kalinga) va servir com a ministre de guerra i pau, fou possiblement el mateix personatge que el Harivarman de la dinastia Varman. Dos manuscrits budistes copiats al 19è i 39è anys del regnat conserven el nom de Harivarman i sobre la base del colofó del segon manuscrit, es pot pensar que Harivarman va tenir un llarg regnat de 46 anys. La inscripció de Bhuvanesvara confirma que va regnar llargament però no diu quant de temps.
Harivaman va veure l'èxit de Ramapala recuperant el regne rebel de Varendra, i va fer aliança amb ell per evitar un atac Pala als seus territoris. És dubtós que Harivarman hagués estès el seu govern cap al Regne de Kalinga (Orissa). Hi ha una referència a un fill de Harivarman en la inscripció de Bhuvanesvara i en la de Vajrayogini però no s'esmenta el seu nom ni torna a aparèixer després.
Samalavarman, germà de Harivarman i fill petit de Jatavarman, va pujar al tron. El seu nom figura diverses vegades en els relats genealògics dels bramins Vaidik que havien emigrat a Bengala des de Madhyadesha en el seu regnat. Hi va haver també una connexió matrimonial amb els reis de Sinhala i els Varmans i el rei singalès Vijayabahu I s'hauria casat molt probablement amb Trailokyasundari, filla de Samalavarman. Aquest va tenir almenys tres fills: la citada Trailokyasundari, Udayun i Bhojavarman.
Aquest darrer va succeir en el tron a Samalavarman. Fou el darrer rei conegut de la dinastia. La inscripció de Belava es va fer en el seu cinquè any de regnat.
Els reis varmans foren vaixnavites, però també van protegir el budisme. La inscripció de Samalavarman a Vajrayogini fou erigida per una donació de terre be a un temple de Prajnaparamita o a un devot budista de nom Bhimadeva com a recompensa per la seva tasca al Prajnaparamita. Els reis varmans van governar uns 70 anys i foren expulsats pels Senes, durant el regnat de Bhojavarman o molt poc després del final d'aquest regnat.

## Reis
- Vajravarman, vers 1090
- Jatavarman, vers 1095-1110
- Harivarman, vers 1110-1145
- Samalavarman, vers 1145-1155
- Bhojavarman, vers 1155-1170